# 東京都立若葉総合高等学校
東京都立若葉総合高等学校（とうきょうとりつ わかばそうごうこうとうがっこう）は、東京都稲城市坂浜に所在する都立高等学校。略称は若葉または若総（わかそう）。

## 設置学科
- 総合学科

## 概要
2005年3月に閉校した都立南野高等学校、2004年3月に閉校した都立稲城高等学校を発展的に継承して、都内で4校目、多摩地区で初の全日制総合学科を擁する高校として、都立稲城高等学校の跡地に開校した。4系列14分野の総合選択科目があり、キャリアカウンセラーを中心に進路指導に行う。自主性を育てる目的で、ノーチャイム制を導入している。3年次になると、マイプロジェクト（総合的な探究の時間）と呼ばれる、大学における卒業論文にあたるものを作成する。マイプロジェクトでは、2年次に自分の進路に合ったテーマを決め、3年次では実際にアンケートやインタビュー、作品制作を行っていく。
男女で定員は無いが、生徒の男女比は1：3で女子が多いため、クラス内男子は1クラス（40名）で10人程度である。

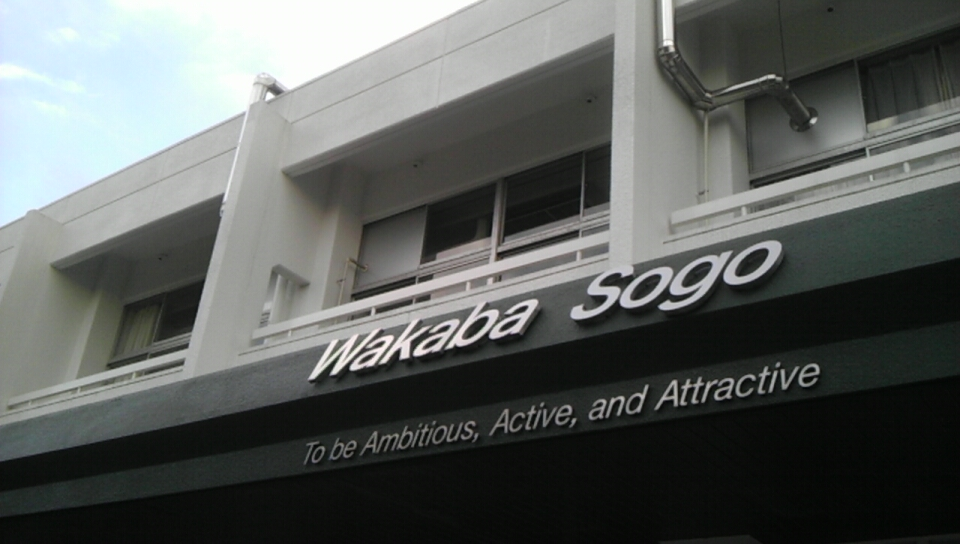
昇降口

### 教育目標
- 開拓の志と創造力を育む。
- 社会に貢献する実践力を養う。
- 自律の心と個性を伸ばす。

"To be Ambitious, Active, and Attractive"

### 東京都教育委員会指定事業
平成29年度　ゆめナビプロジェクト研究校
平成29年度　スポーツ特別強化校
平成29年度　オリンピック・パラリンピック教育推進校
平成28年度　スポーツ特別強化校
平成28年度　オリンピック・パラリンピック教育推進校
平成27年度　言語能力向上推進校
平成27年度　オリンピック・パラリンピック教育推進校
平成27年度　コオーディネーショントレーニング実践研究校

### 特徴
「わたしたちは、生徒の進路希望に真剣に耳をかたむけます。」
入学直後から高校卒業まで、生徒一人一人の進路相談を大切にお受けする進路指導充実校であること。
「1年次の時間割は普通科高校とあまり変わりません。」
総合高校の1年次にはほとんど選択科目がない。高校生として必要な基礎学力をしっかりと身につける時期として位置づけている。しかし週に2時間、総合学科独自の授業「産業社会と人間」がある。
「1年次必修授業『産業社会と人間』」
これは、自分が将来やりたいこと、なりたい職業について様々なやり方で考えてもらう授業である。1クラスに2人の教員がつき、週に2時間行われる。授業を通じて「将来やりたいこと」を考えてもらい、そうすると、「今、やらねばならないこと」がわかる。その上で、秋に2年次以降の時間割をつくる。総合学科の仕組みに大きく関係する重要な授業である。この高校の「産業社会と人間」の特徴は、将来について考える上で必要なコミュニケーション能力を重視し、班単位でのグループワークを多く取り入れているところである。
リーダーシップをとる人もいれば、コツコツと努力するタイプの人もいる。グループワークを通じて一人一人が自分の「個性」に自信をもち、同時に行う様々な進路研究により将来について考えを深める。

### 系列
- 人間探求

人間の在り方、生き方への共感を持たせるとともに、人間と人間、人間と自然との関わり「つながり」を探求し、人間相互の尊重や、人間を取り巻く自然・環境を大切にするこころを育てる。
ファッション造形基礎 、心理入門、基礎看護・介護、体つくり運動、トレーニング理論、子どもの発達と保育、ピアノ基礎、子ども文化、自然科学概論 など
- 芸術表現

芸術表現の意義や役割への理解を深めさせるとともに、自己を的確に表現する「うるおい」ある想像力を培い、社会に発信する意欲を育てる。
演奏実践、ソルフェージュ、素描 (Ⅰ,Ⅱ) 、絵画 (Ⅰ,Ⅱ) 、映像表現、演劇 (Ⅰ,Ⅱ) 、デザイン（Ⅰ，Ⅱ） など
- 伝統継承

日本の文化の意義や役割への関心を高めさせるとともに、地域をはじめとする伝統文化の「ゆたかさ」を主体的に継承し、地域社会の発展に寄与する態度を育てる。
伝統工芸 (Ⅰ,Ⅱ) 、伝統音楽(Ⅰ,Ⅱ)、茶道 (Ⅰ,Ⅱ) 、書道 (Ⅱ,Ⅲ) 、古典 (A,B) 、日本史B など
- 情報交流

語学・情報システム等、グローバル化するビジネス社会に不可欠な情報交流の技術・役割を理解させ主体的な国際社会との交流「ひろがり」の土台となる、コミュニケーション能力を育成する。
情報処理、簿記、情報デザイン、ビジネス実践、中国語 (Ⅰ,Ⅱ) 、フランス語 (Ⅰ,Ⅱ) 、時事英語、情報メディア、情報コンテンツ実習 など

## 部活動
運動部
- 陸上部（男女）
- 男子サッカー部
- 女子サッカー部
- 硬式テニス部（男女）
- ソフトボール部（男女）
- 男子バスケットボール部
- 女子バスケットボール部
- 女子バレーボール部
- バドミントン部（男女女子）
- 剣道部
- チアダンス部（女子）
- 水泳部

文化部
- 吹奏楽部
- 合唱部
- 演劇部
- 美術部
- 映画製作部
- 天文部
- 軽音楽部

同好会
- イラスト・小説同好会
- パソコン同好会
- 和同好会
- 弦楽同好会
- 卓球同好会

研究会
- カルタ研究会
- ピアノ研究会
- 園芸研究会

有志団体
- SUKIYAKIDON(毎年変更)

文化・スポーツ等特別推薦は、陸上競技(中・長距離)・女子サッカー・男子バスケットボールで実施している。

## 行事
1学期
新入生キャンプ（4月）1年次のみ。産業社会と人間の一環で、コミュニケーション能力の向上やクラス交流を目的とした宿泊研修。伊豆が研修先。
体育祭（5月）各クラスが黄団・赤団・青団に分かれて競う。また、応援団による応援合戦やパネルも体育祭の目玉でもある。(主な種目内容:ローハイド、騎馬戦、ムカデ競争、蛇の皮剥き等)
芸術鑑賞教室(7月)2年次のみ。能や歌舞伎など日本の伝統を稲城iプラザのホールにて鑑賞。
2学期
若葉祭（9月中旬）１年次生は演劇、２・３年次生は企画・模擬店を行うことになっている。後夜祭では、有志で出し物を行う。
宿泊防災訓練(9月下旬)1年次のみ。1泊2日で泊まり込みの防災訓練を行う。1日目は、稲城消防署から隊員がレスキューレクチャーを行う。20時ぐらいになると、夕方に倉庫から出したアルファー米の炊き出しを行い、夕食を摂る。因みにアルファー米はわかめごはん。2日目になると、朝食はビスケット。そして、家に帰る。
上級学校訪問(10月)1年次のみ。入学して、半年が経つと、入試のことを意識することとなる。この高校では、大学・短大進学が半数を占めており、専門学校は4割程である。この上級学校訪問では、アンケートでどの分野の大学又は専門学校に見学させてもらうかを決める。(看護系は基本人気すぎて抽選になるレベルなので、看護行く人は覚悟した方がいい。)
そして、訪問先が決定したら、教授方への質問等を考える。(しっかり質問しないと後悔する)
訪問日になったら、教授方と沢山話をすること。意外とこういう場面で良いことをきくことができる。
生徒総会(11月)生徒会役員を決める重要な総会。役員には1年次、2年次が立候補できる。演説の際には選挙さながら、応援者に立候補者の良いところをアピールしてもらう。(基本落選はない。立候補してみるだけしてみるのもよいかと。)
マネープラン講習会(11月)お金の使い方について、学ぶ。
修学旅行(12月)2年次のみ。平和学習の一環で行う。12・14期生は沖縄、13期生は広島・愛媛が旅行先である。
3学期
マイプロジェクトⅡ発表会（1月）
総合学習　個人での調査研究・論文作成・成果発表などを通して生徒の主体的な深い学びを促し、課題解決能力を育成する探究活動である。発表会は３年次生から選抜された代表生徒が体育館で発表する。
卒業式

## 沿革
- 2005年4月1日 - 開校。

## 交通アクセス
- 京王相模原線若葉台駅下車、徒歩約7分
- 小田急多摩線黒川駅下車、徒歩約17分